# Sensore fotoelettrico

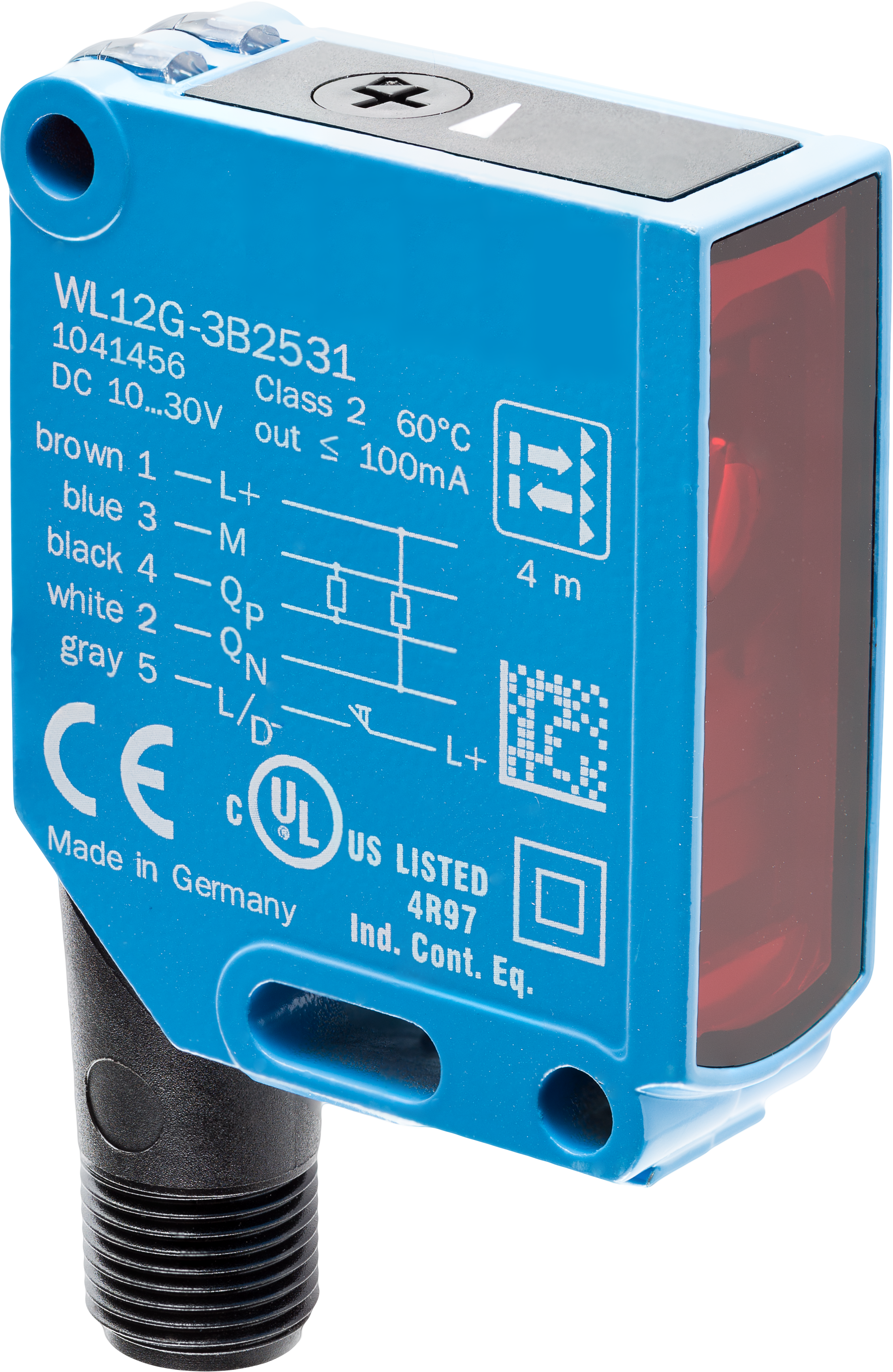
Esempio di sensore fotoelettrico

Un sensore fotoelettrico, anche noto come fotocellula, è un dispositivo utilizzato per rilevare e/o misurare la distanza, assenza o presenza di un oggetto utilizzando una sorgente ottica, solitamente infrarossa, e un ricevitore fotoelettrico. Sono molto impiegati nell'automazione industriale e in applicazioni civili. Ci sono sostanzialmente tre principi di funzionamento: a barriera, a catarifrangente, e a riflessione diretta (tasteggio diretto).

## Tipi
I sensori fotoelettrici a catarifrangente e a tasteggio diretto sono generalmente contenuti in un'unica custodia che comprende le ottiche e l'elettronica di controllo. L'elettronica gestisce la modulazione, demodulazione, l'amplificazione, e la commutazione dell'uscita. Alcuni modelli hanno opzioni come temporizzazioni, regolazioni a trimmer o a pulsante (versioni ad autoapprendimento) o parametrizzabili tramite software esterni. Grazie al progresso tecnologico i sensori fotoelettrici hanno subito negli anni una continua riduzione delle dimensioni e aumento delle prestazioni e funzionalità.
Nei casi in cui gli spazi sono particolarmente angusti o ostili per l'impiego di sensori fotoelettrici classici, si possono utilizzare delle fibre ottiche. Le fibre ottiche sono componenti passivi che vengono utilizzati per trasportare la luce proveniente dall'emettitore e destinata al ricevitore.
Nel caso in cui sia disponibile poco spazio o di parti in continuo movimento vengono utilizzate fibre ottiche con anima in plastica. Sono più piccole, economiche e resistono alle continue flessioni.
Nel caso di ambienti particolarmente ostili come alte temperature e con aggressivi chimici vengono utilizzate fibre in vetro.
Gli emettitori sono quasi sempre dei LED a causa della loro economicità, affidabilità e durata. Nella maggioranza dei casi viene utilizzata la luce infrarossa perché rispetto ai LED a luce visibile, sono più potenti, meno influenzabile dalla luce ambiente, meno sensibile al colore dell'oggetto (nel caso di sensori a tasteggio diretto).
Nelle versioni a catarifrangente vengono spesso utilizzati LED a luce rossa visibile per facilitare il puntamento. È in aumento l'utilizzo del LED Laser, soprattutto nelle versioni a tasteggio diretto e catarifrangente. I LED a luce verde, blu, bianca e ultravioletta sono utilizzati quasi esclusivamente in versioni dedicate ad impieghi di nicchia.

## Sistemi di rilevamento
Un sistema a barriera si basa su un emettitore ed un ricevitore posti l'uno di fronte all'altro. In questo modo un oggetto viene rilevato nel momento in cui interrompe il fascio di luce che dal trasmettitore va verso il ricevitore.
In un sistema a catarifrangente l'emettitore ed il ricevitore sono nella stessa custodia e un catarifrangente posto di fronte riflette la luce dell'emettitore verso il ricevitore. Un oggetto viene rilevato nel momento in cui interrompe il fascio di luce che dal sensore va verso il catarifrangente, quindi non arriva al ricevitore.
Nei sistemi a riflessione diretta la luce emessa dall'emettitore viene riflessa dall'oggetto che deve essere rilevato verso il ricevitore. A differenza delle altre modalità, nei sensori a riflessione diretta l'oggetto viene rilevato quando la luce arriva al ricevitore.
I sistemi a riflessione diretta comprendono alcune versioni particolari: a soppressione di sfondo fisse o regolabili, a soppressione di primo piano, focalizzate ( o convergenti), 
divergenti. Tra i sensori fotoelettrici a tasteggio diretto sono compresi versioni nate per scopi molto specifici come i lettori di tacche, i sensori di luminescenza, lettori di colore o contrasto, Laser di misura di distanza.